# Język pohnpei
Język pohnpei, także ponape – język austronezyjski z grupy języków mikronezyjskich, używany przez mieszkańców wyspy Pohnpei w archipelagu Karolinów w Mikronezji. Stanowi lingua franca stanu Pohnpei.
Na wyspie Pohnpei występują dwa dialekty pohnpei: kiti (odmiana z Kitti) i północny (główny, obejmujący pozostałą część wyspy). Blisko spokrewnione języki to ngatik, pingelap i mokil.
Badaniem tego języka zajmował się Kenneth L. Rehg, główny autor słownika (1979)  i opracowania gramatycznego (1981) . Jest zapisywany alfabetem łacińskim. W 2006 roku wydano w tym języku Biblię.